# Vanguard (película)
Vanguard es una película china de acción y aventuras de 2020 escrita y dirigida por Stanley Tong y protagonizada por Jackie Chan, Yang Yang y Miya Muqi. Marca la sexta colaboración de Chan con Tong.
Originalmente, Vanguard estaba programado para ser lanzado el 25 de enero de 2020 en China, pero se pospuso debido a la pandemia de COVID-19. Posteriormente se lanzó el 30 de septiembre de 2020 en China, el 20 de noviembre de 2020 en los Estados Unidos y el 25 de diciembre de 2020 en la India. La película recibió críticas mixtas, y los críticos elogiaron la actuación de Jackie Chan, así como las secuencias de acción y la música, pero criticaron el guion, la edición y el tiempo de ejecución.

## Sinopsis
La compañía de seguridad encubierta Vanguard es la última esperanza de supervivencia para un contador después de ser blanco de la organización mercenaria más mortífera del mundo.

## Reparto
- Jackie Chan como Tang Huanting, el comandante de Vanguard.
- Yang Yang como Lei Zhenyu, un agente de Vanguard y padrino del hijo de Zhang Kaixuan.
- Ai Lun como Zhang Kaixuan, un agente de Vanguard.
- Miya Muqi como Mi Ya, un agente de Vanguard.
- Yang Jian Ping como Jian Ping, un agente de Vanguard.
- Zhu Zhengting como Shendiao, un agente de Vanguard.
- Zhenwei Wang, agente Vanguard.
- Jackson Lou como Qin Guoli, el contador que Vanguard está asignado para proteger.
- Xu Ruohan como Fareeda, hija de Qin Guoli y activista por la preservación de la vida silvestre.
- Brahim Achabbakhe como Broto, líder de los mercenarios de los Lobos Árticos.
- Eyad Hourani como Omar, un príncipe de Oriente Medio y líder de los Hermanos de la Venganza.
- Tomer Oz como Tunda, líder de una banda de caza furtiva cuyas actividades han sido expuestas por Fareeda.
- Mir Sarwar como Kalasu, un agente de Vanguard en el Medio Oriente.
- Sayed Badreya como Abati, una chef de Jiadebala cuyo hijo fue asesinado por los Hermanos de la Venganza.
- Tam Khan como Marder, un mercenario de los Lobos Árticos.
- Eric Heise como el almirante Greg Dawes, comandante del USS John C. Stennis.
  - Kyle Paul como el almirante Greg Dawes (doblaje de voz)
- Jeffrey Gullbrand como Josef, un traficante de armas.
- Fady Zaky como guardaespaldas de Omar.
- Haytham Mansour como policía de Dubái.
- Trishna Singh como Laila, una ayudante secreta[2] en la fortaleza de Omar.
- Denis Pereverzev.[3]

## Producción
Los lugares de rodaje fueron en Dubái, Emiratos Árabes Unidos, India y Londres. En enero de 2019, Jackie Chan casi se ahoga mientras filmaba una escena que involucraba una moto de agua para la película. Según los informes, a Chan le pagaron 80 millones de yuanes (aproximadamente 12 millones de dólares).

## Banda sonora
Entre los artistas de la banda sonora oficial se encuentran Jackie Chan, que canta el tema principal «Ambition In My Heart», y Dimash Kudaibergen.

## Estreno
Se iba a lanzar el 28 de enero de 2020 en China pero fue retirado debido a la pandemia de COVID-19. Los estrenos teatrales en Singapur y Filipinas se han retrasado debido al aplazamiento del estreno de la película en China. Como el brote de COVID-19 en China provocó la cancelación de muchos estrenos teatrales, ciertas regulaciones impiden que cualquier película china se estrene en el extranjero antes del estreno local de la película en China.
El 1 de septiembre de 2020, se anunció que la película llegará a los cines chinos el 30 de septiembre de 2020.
La versión en inglés de la película se estrenó en los cines de los Emiratos Árabes Unidos y países vecinos seleccionados el 8 de octubre de 2020.
Gravitas Ventures adquirió los derechos en América del Norte y tuvo un lanzamiento amplio, incluidos autocines e IMAX, el 20 de noviembre de 2020.
Esta película se estrenó en formato Blu-ray y DVD en Hong Kong el 15 de diciembre de 2020.
La película se estrenó en la India el 25 de diciembre de 2020 en inglés, hindi, tamil y telugu. Se mezcló con la respuesta positiva.

## Recepción

### Respuesta crítica
En el agregador de reseñas Rotten Tomatoes, Vanguard tiene una calificación de aprobación del 30% según 56 reseñas, con una calificación promedio de 4.5 / 10. El consenso de los críticos del sitio web dice: «Vanguard no está completamente desprovisto de diversión para los fanáticos de la acción, pero solo los fanáticos más devotos de Jackie Chan encontrarán mucho que realmente valga la pena ver aquí». En Metacritic, tiene un puntaje promedio ponderado de 36 sobre 100, basado en 12 críticos, lo que indica «revisiones generalmente desfavorables». Las audiencias de Douban, un sitio chino de calificación de medios, le dieron un promedio de 5 sobre 10, mientras que en PostTrak, el 72 % de los miembros de la audiencia estadounidense le dio a la película una puntuación positiva, y el 57 % dijo que definitivamente la recomendaría.
Edmund Lee, del South China Morning Post, calificó a Vanguard con uno y medio de cinco, indicando que la película está «equipada con una trama cursi de grado Z, villanos olvidables y algunas líneas de diálogo asombrosamente torpes», siendo «sin vergüenza vehículo Chan anticuado, lo que hace que uno se pregunte por qué sigue adelante». Simon Abrams de RogerEbert.com le dio a la película dos de cuatro estrellas, escribiendo que aunque hubo algunos momentos de «espectáculo alegre» como una persecución de rafting en el agua con un jeep, «la agenda política desagradable y constantemente en primer plano de la película no lo haría. sería tan desagradable si las escenas de acción fueran más abundantes y / o emocionantes. [...] El último vehículo estrella de Chan no necesitaba ser nada más que un buen trabajo de propaganda, pero ni siquiera es convincente en esos términos».

### Taquilla
Vanguard recaudó 246 millones de yuanes (~ USD $ 37 millones) en sus primeras dos semanas en los cines chinos. Tuvo el peor desempeño de todos los otros éxitos de taquilla locales durante el feriado nacional de la Semana Dorada.
En el debut de la película en Estados Unidos, recaudó 400.000 dólares en 1.375 cines en 178 ciudades.

## Doblaje[24]
- Rafael Sandoval es Tang Huanting
- Esteban Vaché es Lei Zhenyu
- David Cristaldo es Zhang Kaixuan
- Mónica Ávalos es Mi Ya
- Aye Frutos es Fareeda
- Juan Ángel Vera es Qin Guoli
- Arnaldo Terashima es Cóndor / Shendiao
- Camilo Sánchez es Jianping
- Héctor Candia es Abati
- Levy Hurtado es Broto
- Jorge Luis Jiménez es Josef
- Zuny Acosta es Song Meiwei
- Hugo Wolf es Almirante Greg Dawes
- Hugo-Kun es Hattawi - Comandante de policía de Dubái
- Laura Bozzano es Yuan Xu
- Argüello Dúo es Marder
- Kevin Anger es Camaleón
- Guillermo Torres es Tunda
- Kosmar Pardob es Kalasu / Juma / Suegro de Zhang
- Ariel Cueto es Hamid
- Pablo Barrios es Jonathan
- Paola Martínez es Locutora de Londres
- Cecilia Acosta es Sun Ruoqi
- Natalia Cabral es Suegra de Zhang
- Araceli Meyer es Zhang Jiahua
- Abraham Franco es El guardaespaldas
- Cynthia Schaerer es Reportera